# Miejsce pamięci w Lüneburgu-Tiergarten
Miejsce pamięci w Lüneburgu-Tiergarten (niem. Gedenkstätte/Mahnmal im Tiergarten) – zbiorowa mogiła więźniów obozu koncentracyjnego Neuengamme, znajdująca się w pobliżu stacji kolejowej w Lüneburgu, na której ich transport został zbombardowany przez aliantów 7 kwietnia 1945 roku, a 11 kwietnia żołnierze Wehrmachtu dokonali egzekucji około 60–80 więźniów.

## Przebieg zdarzenia i upamiętnienie
Na początku marca 1945 roku zbliżający się front zmusił SS do likwidacji obozu pracy „Alter Banter Weg”. 3 kwietnia 1945 z obozu wyruszył transport około 390 więźniów. Trasa przebiegała przez Lüneburg. Oddział wartowniczy transportu składającego się z czterech wagonów towarowych stanowiło 17 żołnierzy marynarki oraz dowódca Gustav Alfred Jepsen, członek SS. Warunki transportu były nieludzkie. Ponieważ Japsen zamierzał dostarczyć do KZ Neuengamme dokładną liczbę załadowanych osób, nie grzebano osób zmarłych w transporcie, więźniowie musieli się cisnąć ze zwłokami zmarłych z wycieńczenia.
7 kwietnia rano pociąg wjechał na dworzec towarowy w Lüneburgu, gdzie zatrzymał się w celu odczepienia wagonów z zaopatrzeniem dla Wehrmachtu i wymiany lokomotywy. Gdy wówczas otworzono drzwi wagonów, doliczono się już 72 zwłok, po czym drzwi ponownie zaryglowano. Po południu miał miejsce nalot aliantów, wagony z więźniami nie różniły się od pozostałych transportów wojskowych. Podczas nalotu jeden z wagonów został trafiony, a reszta składu uległa uszkodzeniu. Więźniowie, którzy próbowali uciec bądź wygłodzeni i spragnieni rzucili się na zawartość rozbitych wagonów zaopatrzenia frontowego Wermachtu, byli zabijani na miejscu. Wieczorem 7 kwietnia pozostałych przy życiu, chorych i rannych umieszczono na polu przy jednym z najbliższych gospodarstw, gdzie siedzieli na gołej ziemi obok poukładanych ciał zabitych w czasie nalotu oraz zamordowanych przez wartowników więźniów. Tam musieli przesiedzieć całą noc, mimo niskiej kwietniowej temperatury. W następnych dniach 140 więźniów przetransportowano ciężarówkami do obozu Bergen-Belsen, zaś zwłoki ofiar pogrzebano w pobliżu, w lesie zwanym Tiergarten. 11 kwietnia 1945 pozostałych przy życiu 60–80 więźniów zostało zamordowanych przez wartowników i ich dowódcę Jepsena (w procesie przyznał się do dokonania 6 egzekucji). Ich zwłoki również następnego dnia pogrzebano w lesie. Wśród tych ofiar znalazło się czterech Polaków: Jajte Tadeusz urodzony 13.05.1921 r., nr więzienny 67898; Kopa Mieczysław urodzony 25.04.1925 r., nr więzienny 67883; Kopciński Walenty urodzony 04.02.1900 r., nr więzienny 58514; Lakowski Jan urodzony 19.09.1909 r., nr więzienny 58573.
Ponieważ w dniu nalotu alianckich samolotów około 20 więźniów w zamieszaniu zbiegło, 11 kwietnia w lokalnej gazecie Lüneburger Zeitung ukazała się odezwa do mieszkańców, wzywająca ich do pomocy w wyłapywaniu zbiegów. Być może też i dlatego, gdy 18 kwietnia alianci wkroczyli do miasta, okrutną zbrodnię sprzed tygodnia objęła zmowa milczenia. Dowiedzieli się o niej od osób trzecich dopiero po kilku miesiącach.
Dlatego dopiero na początku października 1945 zwłoki spoczywające we wspólnym masowym grobie zostały ekshumowane i umieszczone w trumnach i ponownie pochowane w pobliskim lasku „Tiergarten”. Prace ekshumacyjne na polecenie brytyjskich władz wojskowych wykonywali zebrani miejscowi byli członkowie NSDAP. W masowym grobie odnaleziono 244 zwłok w tym 2 kobiet, których pochodzenie nie zostało wyjaśnione.
Za tę zbrodnię odpowiedzialność poniósł tylko Gustav Jepsen, który po wojnie został aresztowany i skazany na karę śmierci, wyrok wykonano w 1947 roku. Wobec pozostałych żołnierzy śledztwo zostało umorzone.
W latach 50. i 60. XX w. organizacje państwowe i rodziny ofiar z Belgii, Francji i Włoch ekshumowały szczątki swoich krewnych i obywateli i przeniosły groby do ziemi ojczystej, dzisiaj w tym miejscu spoczywają szczątki 167 ofiar. W latach 2019–2020 cmentarz uzyskał nowy wygląd, usunięto porastające go drzewa, na nowo wytyczono ścieżki i tereny zielone, ustawione zostały szklane panele z nazwiskami tu pochowanych.

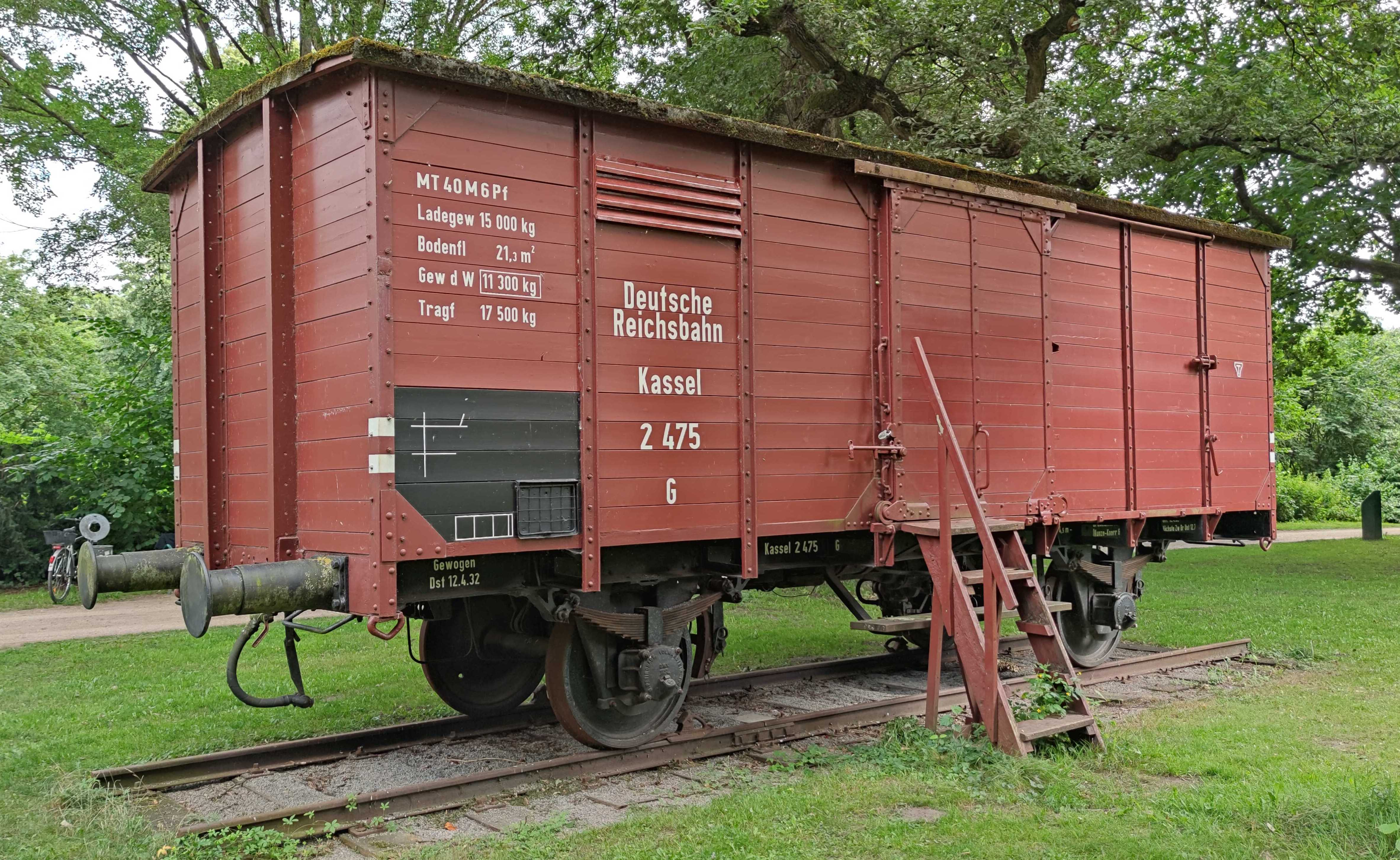
Wagon-pomnik, poświęcony pamięci ofiar, ustanowiony przy Muzeum w Lüneburgu

W 2015 roku przy Museum Lüneburg, znajdującym się w pobliżu dworca kolejowego, a więc miejsca tragedii z 1945 roku, umieszczono wagon kolejowy, taki sam, jakim byli tu transportowani więźniowie. Wagon ten, zbudowany w latach 1910–1927, został na ten cel odrestaurowany w 2013 roku. W kwietniu 1945 roku w takich samych wagonach wyruszył transport z obozu jenieckiego w Wilhelmshaven do KL Neugamme, gdy 7 kwietnia transport dotarł do dworca towarowego w Lüneburgu, dopełniła się tragedia więźniów. Inicjatorem przedsięwzięcia było stowarzyszenie Lüneburger Geschichtswerkstatt (Lüneburskie Warsztaty Historyczne).